# Via ferrata Monte Pelsa-Fiamme Gialle
La via ferrata Monte Pelsa-Fiamme Gialle è un interessante e difficile itinerario ai piedi del massiccio del monte Civetta, assicurato solo con funi metalliche. Realizzata nel 1980, la via s'inerpica lungo le pareti occidentali della Palazza Alta (2255 m). Lungo la via si gode di stupendi panorami  e dalla cresta sommitale si apre una magnifica vista sulla valle Corpassa e sul massiccio del Civetta con le due torri Venezia e Trieste.

## Descrizione

### Accesso
Il punto di partenza della ferrata è il piccolo borgo di Bastiani (971 m), frazione del paese di Cencenighe Agordino (BL). È presente un piccolo parcheggio per le vetture all'inizio del sentiero.
Dal parcheggio si prende il sentiero 562, che, in circa un'ora e mezza (e 500 metri di dislivello) porta all'attacco della ferrata (1480 m. circa).

### Via ferrata
Sebbene sia al di fuori dei circoli alpinistici più importanti la Monte Pelsa è una ferrata di prim'ordine, sconsigliata ai neofiti e adatta agli amanti dell'estremo. In alcuni punti, al naturale, il sentiero potrebbe essere classificato come un IV grado di difficoltà. La ferrata vera e propria comincia comunque a quota 1780 m., con una arrampicata di circa due ore che porta al superamento di canaloni, diedri e spigoli esposti. Poco prima della cresta sommitale il sentiero si biforca: a sinistra la variante difficile (bastione di roccia verticale), a destra la variante più facile.

### Discesa
- Sentiero 562, che passa per la piccola insenatura del Trói dai Séch (2200 m), attraversa in parte un canalone detritico (sconsigliatissimo in caso di neve), con passaggi non assicurati di I e II grado, e si ricongiunge poi alla via d'andata.
- Sentiero 562-567, passando per Col Mandro, molto panoramico ma più lungo del primo.